# Білл Мюррей
Ві́льям Джеймс Мю́ррей (відомий як Білл Мю́ррей; англ. William James Murray; нар. 21 вересня 1950) — американський кіноактор. Найбільш відомий за фільмами: «Тутсі» (1982), «Мисливці на привидів» (1984), «День Бабака» (1993), «Академія Рашмор» (1998), «Дикі штучки» (1998), «Янголи Чарлі» (2000), «Труднощі перекладу» (2003), «Зламані квіти» (2005) тощо.

## Біографія
Народився в місті Еванстон і виріс у Вілметті (Іллінойс, США). Він був п'ятим з дев'яти дітей у сім'ї ірландських католиків Едварда Мюррея (Edward Murray) і Люсіль Дойл (Lucille Doyle). Троє його братів — Джон Мюррей, Джоель Мюррей і Брайан Дойл-Мюррей — також є акторами.
Батьки-ірландці віддали дітей до єзуїтської школи, однак навчання Мюррея практично не вабило. Набагато цікавіше було битися з однокласниками, малювати карикатури на вчителів, грати в шкільному театрі і задивлятися на дівчат, які там виступали. Становище не змінилось і тоді, коли Мюррей вступив до медичного коледжу в Колорадо. Білл практично не бував на заняттях, вживав марихуану і нерідко ночував у поліцейському відділку. А чого тільки варта його витівка у Денверському аеропорту, коли він вирішив пожартувати і заявив, що в його багажі захована бомба. Охорона поспішила обшукати Мюррея, але замість бомби виявила марихуану. Після цього випадку Білла виключили з коледжу. Мюррей повернувся до Чикаго, де деякий час перебивався випадковими заробітками, поки не потрапив до знаменитої чиказької акторської студії — Second City.

## Акторська кар'єра
Незабаром Мюрреєві запропонували стати одним з ведучих шоу «Суботнім вечором у прямому ефірі». Ця передача завоювала таку популярність, що Мюррея запросили до Голлівуду. Першим успіхом актора можна вважати роль другого плану у відомій комедії «Тутсі», після якої про Мюррея заговорили критики. А вже у 1984 році, знявшись у фантастичній комедії «Мисливці на привидів», Мюррей піднісся на саму вершину голлівудського Олімпу.

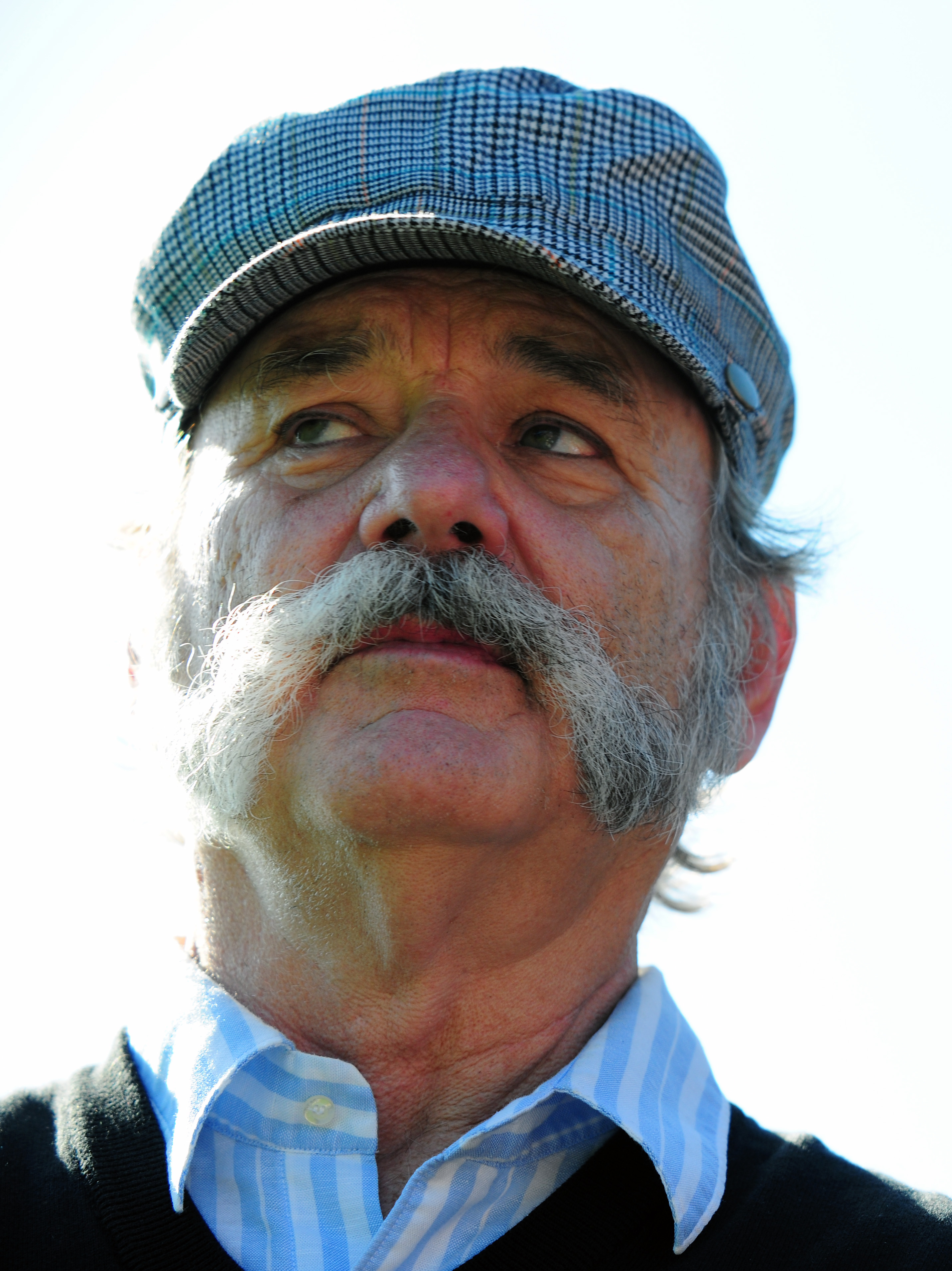
2014

Успіх мали і наступні картини за участю Мюррея, а комедія «День бабака» і взагалі набула статусу культової. Мюррею блискуче вдався образ злегка втомленої від життя, іронічної і навіть цинічної, але в глибині душі доброї і порядної людини. Цей фільм закріпив за Мюрреєм репутацію одного з найталановитіших американських коміків. У той же час після «Дня бабака» у кар'єрі Мюррея настав спад: наступні п'ять років у нього практично не було цікавих ролей.
У кінці 90-х у кар'єрі Мюррея почався новий етап: він почав виконувати драматичні ролі у незалежному американському кіно, знімаючись у таких режисерів, як Вес Андерсон («Академія Рашмор», «Водне життя зі Стівом Зіссу») і Джим Джармуш («Кава та сигарети», «Зламані квіти»). Особливо слід відзначити психологічну мелодраму «Труднощі перекладу» про взаємини двох самотніх американців — дорослого чоловіка (якого, власне кажучи, і зіграв Мюррей) і молодої дівчини (цю роль зіграла Скарлетт Йогансон), які опинилися в чужій для них Японії. Ця роль принесла Біллові «Золотий глобус» і номінацію на «Оскар».

## Фільмографія

### Кінофільми
| Рік  |    | Українська назва                       | Оригінальна назва                             | Роль                     |
| ---- | -- | -------------------------------------- | --------------------------------------------- | ------------------------ |
| 1976 | ф  | Наступна зупинка — село Грінвіч        | Next Stop, Greenwich Village                  | Нік Кесслер              |
| 1979 | ф  | Відео містера Майка Мондо              | Mr. Mike's Mondo Video                        | перехожий                |
| 1979 | ф  | Фрикадельки                            | Meatballs                                     | Тріппер Гаррісон         |
| 1980 | ф  | Там, де бродить бізон                  | Where the Buffalo Roam                        | Гантер Томпсон           |
| 1980 | ф  | Гольф-клуб                             | Caddyshack                                    | Карл Спаклер             |
| 1981 | ф  | Добровольці мимоволі                   | Stripes                                       | Джон Вінгер              |
| 1982 | ф  | Тутсі                                  | Tootsie                                       | Джефф Слейтер            |
| 1984 | ф  | Мисливці на привидів                   | Ghostbusters                                  | Пітер Венкман            |
| 1984 | ф  | Ніщо не триває вічно                   | Nothing Lasts Forever                         | Тед Брейгель             |
| 1984 | ф  | Вістря бритви                          | The Razor's Edge                              | Ларрі Даррелл            |
| 1986 | ф  | Маленька крамничка жахів               | Little Shop of Horrors                        | Артур Дентон             |
| 1988 | ф  | У неї буде дитина                      | She's Having a Baby                           | камео                    |
| 1988 | ф  | Нова різдвяна казка                    | Scrooged                                      | Френк Крос               |
| 1989 | ф  | Мисливці на привидів 2                 | Ghostbusters II                               | Пітер Венкман            |
| 1990 | ф  | Швидкі зміни                           | Quick Change                                  | Грім                     |
| 1991 | ф  | А як же Боб?                           | What About Bob?                               | Боб Вайлі                |
| 1993 | ф  | День бабака                            | Groundhog Day                                 | Філ Коннорс              |
| 1993 | ф  | Скажений пес і Глорія                  | Mad Dog and Glory                             | Френк Майло              |
| 1994 | ф  | Ед Вуд                                 | Ed Wood                                       | Банні Брекінрідж         |
| 1996 | ф  | Королі боулінгу                        | Kingpin                                       | Ерні Маккрекен           |
| 1996 | ф  | Більше, ніж життя                      | Larger than Life                              | Джек Коркоран            |
| 1996 | ф  | Космічний джем                         | Space Jam                                     | камео                    |
| 1997 | ф  | Людина, яка дуже мало знала            | The Man Who Knew Too Little                   | Воллі Рітчі              |
| 1998 | ф  | Дикі штучки                            | Wild Things                                   | Том Бакстер              |
| 1998 | ф  | Академія Рашмор                        | Rushmore                                      | Герман Блум              |
| 1998 | ф  | З такими друзями як ці...              | With Friends Like These...                    | Моріс Мельник            |
| 1999 | ф  | Колиска буде гойдатися                 | Cradle Will Rock                              | Томмі Крікшоу            |
| 2000 | ф  | Ангели Чарлі                           | Charlie's Angels                              | Джон Бослі               |
| 2000 | ф  | Гамлет                                 | Hamlet                                        | Полоній                  |
| 2001 | ф  | Поговоримо про секс                    | Speaking of Sex                               | Езрі Стовалл             |
| 2001 | ф  | Осмозіс Джонс                          | Osmosis Jones                                 | Френк Деторре            |
| 2001 | ф  | Родина Тененбаумів                     | The Royal Tenenbaums                          | Рейлі Сент-Клер          |
| 2003 | ф  | Труднощі перекладу                     | Lost in Translation                           | Боб Гарріс               |
| 2003 | ф  | Кава і сигарети                        | Coffee and Cigarettes                         | офіціант                 |
| 2004 | ф  | Гарфілд                                | Garfield: The Movie                           | Гарфілд (голос)          |
| 2004 | ф  | Водне життя зі Стівом Зіссу            | The Life Aquatic with Steve Zissou            | Стів Зіссу               |
| 2005 | ф  | Зламані квіти                          | Broken Flowers                                | Дон Джонсон              |
| 2005 | ф  | Загублене місто                        | The Lost City                                 | письменник               |
| 2006 | ф  | Гарфілд 2: Історія двох кішечок        | Garfield: A Tail of Two Kitties               | Гарфілд (голос)          |
| 2007 | ф  | Поїзд до Дарджилінга                   | The Darjeeling Limited                        | бізнесмен                |
| 2008 | ф  | Будь кмітливим                         | Get Smart                                     | Агент 13                 |
| 2008 | ф  | Місто Ембер                            | City of Ember                                 | мер Коул                 |
| 2009 | ф  | Межі контролю                          | The Limits of Control                         | американець              |
| 2009 | мф | Незрівнянний містер Фокс               | Fantastic Mr. Fox                             | містер Беджер (голос)    |
| 2009 | ф  | Вітаємо у Зомбіленді                   | Zombieland                                    | камео                    |
| 2010 | ф  | Поховайте мене живцем                  | Get Low                                       | Френк Квін               |
| 2010 | ф  | Ігри пристрасті                        | Passion Play                                  | Хеппі Шеннон             |
| 2012 | ф  | Королівство повного місяця             | Moonrise Kingdom                              | Волт Бішоп               |
| 2012 | ф  | Запаморочливі фантазії Чарлі Свона III | A Glimpse Inside the Mind of Charles Swan III | Соул                     |
| 2012 | ф  | Гайд-Парк на Гудзоні                   | Hyde Park on Hudson                           | Франклін Делано Рузвельт |
| 2014 | ф  | Мисливці за скарбами                   | The Monuments Men                             | сержант Річард Кемпбелл  |
| 2014 | ф  | Готель «Гранд Будапешт»                | The Grand Budapest Hotel                      | месьє Іван               |
| 2014 | ф  | Святий Вінсент                         | St. Vincent                                   | Вінсент Маккенна         |
| 2014 | ф  | Тупий та ще тупіший 2                  | Dumb and Dumber To                            | Айс Пік                  |
| 2015 | ф  | Алоха                                  | Aloha                                         | Карсон Велч              |
| 2015 | ф  | Рок на Сході                           | Rock the Kasbah                               | Річі Ланц                |
| 2016 | ф  | Книга джунглів                         | The Jungle Book                               | Балу (голос)             |
| 2016 | ф  | Мисливці на привидів                   | Ghostbusters                                  | Мартін Гейсс             |
| 2018 | мф | Острів собак                           | Isle of Dogs                                  | Бос (голос)              |
| 2019 | ф  | Мертві не вмирають                     | The Dead Don't Die                            | Кліф Робертсон           |
| 2019 | ф  | Зомбіленд: Подвійний постріл           | Zombieland: Double Tap                        | камео                    |
| 2020 | ф  | Остання крапля                         | On the Rocks                                  | Фелікс Кін               |
| 2021 | ф  | Французький вісник                     | The French Dispatch                           | Артур Ховіцер молодший   |
| 2021 | ф  | Мисливці на привидів: З того світу     | Ghostbusters: Afterlife                       | Пітер Венкман            |
| 2022 | ф  | Пиво зі смаком дружби                  | The Greatest Beer Run Ever                    | Полковник                |
| 2023 | ф  | Людина-мураха та Оса: Квантоманія      | Ant-Man and the Wasp: Quantumania             | Крілар                   |
| 2024 | ф  | Мисливці на привидів: Крижана імперія  | Ghostbusters: Frozen Empire                   | Пітер Венкман            |
| 2024 | ф  | Друг                                   | The Friend                                    | Волтер                   |
| 2024 | ф  | Ріф Раф                                | Riff Raff                                     | Рокко                    |
| 2025 | ф  | Фінікійська схема                      | The Phoenician Scheme                         | Бог                      |

### Телебачення
| Рік       |     | Українська назва                  | Оригінальна назва                                | Роль                             |
| --------- | --- | --------------------------------- | ------------------------------------------------ | -------------------------------- |
| 1977—1980 | с   | Суботнього вечора в прямому ефірі | Saturday Night Live                              | різні ролі (72 епізоди)          |
| 1978      | тф  | Усе, що вам потрібно, це бабки    | All You Need Is Cash                             | радіоведучий                     |
| 1981—2018 | с   | Суботнього вечора в прямому ефірі | Saturday Night Live                              | гість (5 епізодів)               |
| 2013—2014 | с   | Альфа Дім                         | Alpha House                                      | сенатор Вернон Смітс (3 епізоди) |
| 2014      | с   | Олівія Кіттерідж                  | Olive Kitteridge                                 | Джек Кеннісон (2 епізоди)        |
| 2015      | тф  | Дуже Мюрреївське Різдво           | A Very Murray Christmas                          | Білл Мюррей                      |
| 2017—2018 | с   |                                   | Bill Murray & Brian Doyle-Murray's Extra Innings | співведучий (10 епізодів)        |
| 2018      | док |                                   | For the Fun of the Game                          | в ролі себе                      |
| 2021      | с   | Зараз                             | The Now                                          | Роберт Флаерті (5 епізодів)      |

### Відеоігри
| Рік  |    | Українська назва                        | Оригінальна назва                       | Роль          |
| ---- | -- | --------------------------------------- | --------------------------------------- | ------------- |
| 2009 | вг | Ghostbusters: The Video Game            | Ghostbusters: The Video Game            | Пітер Венкман |
| 2015 | вг | Lego Dimensions                         | Lego Dimensions                         | Пітер Венкман |
| 2019 | вг | Ghostbusters: The Video Game Remastered | Ghostbusters: The Video Game Remastered | Пітер Венкман |

## Нагороди та номінації
- Оскар
  - 2004 — номінація у категорії найкраща чоловіча роль («Труднощі перекладу»)
- Премія BAFTA
  - 2004 — премія за найкращу чоловічу роль («Труднощі перекладу»)
- Золотий глобус
  - 2004 — премія за найкращу чоловічу роль у комедії («Труднощі перекладу»)
  - 1999 — номінація на найкращу чоловічу роль другого плану («Академія Рашмор»)
  - 1985 — номінація на найкращу чоловічу роль у комедії («Мисливці на привидів»)